# Circle in the Round
| 전문가 평가                          | 전문가 평가 |
| 평가 점수                            | 평가 점수   |
| 출처                                 | 점수        |
| ------------------------------------ | ----------- |
| AllMusic                             | [ 2 ]       |
| Christgau's Record Guide             | B+          |
| Down Beat (1982)                     | [ 4 ]       |
| Down Beat (1991)                     | [ 4 ]       |
| Encyclopedia of Popular Music        | [ 5 ]       |
| The Penguin Guide to Jazz Recordings | [ 6 ]       |
| Q                                    | [ 7 ]       |
| The Rolling Stone Album Guide        | [ 8 ]       |
| Tom Hull – on the Web                | B+ ()       |

《Circle in the Round》는 미국의 재즈 음악가 마일스 데이비스의 1979년 컴필레이션 음반이다. 데이비스의 경력 15년 동안 세션에서 얻은 자료를 수집했다. 단 한 가지 예외를 제외하고는 이전에 공개되지 않았다. 모든 트랙은 음반 재발매와 사후 박스 세트에서 사용할 수 있게 되었다.

## 배경
〈Two Bass Hit〉는 1955년 세션의 곡이다. 1958년에 《Milestones》에서 재녹음이 발매되었다. 1974년 일본에서 발매된 〈Love for Sale〉은 대부분의 《Kind of Blue》에서 연주되는 동일한 라인업을 특징으로 한다. 〈Blues No. 2〉는 1961년 데이비스와 존 콜트레인이 함께 녹음한 마지막 세션에서 비롯되지만 콜트레인은 트랙에서 연주하지 않다.
1967년 말에 녹음된 타이틀곡은 일렉트릭 기타(조 벡이 연주)의 사운드를 특징으로 하는 엄격한 어쿠스틱 퀸텟에서 벗어난 최초의 데이비스 음반이다. 이것은 그의 "전기" 기간의 시작을 나타내며, 그것은 그의 경력의 나머지 기간 동안 그의 음악에서 계속될 것이다. 여기서 7분 편집된 풀 트랙은 《The Complete Studio Recordings of The Miles Davis Quintet 1965–1968》에 공개되었다. 일렉트릭 기타와 함께 공식적으로 발매된 첫 번째 데이비스 트랙은 1968년 《Miles in the Sky》에서 조지 벤슨이 기여한 〈Paraphernalia〉였다. 벤슨은 〈Side Car〉와 〈Sanctury〉의 두 번째 테이크에 참여한다.
1968년 초 두 세션에서 〈Teo's Bag〉, 〈Side Car〉 (둘 다 발매), 〈Splash〉, 〈Sanctuary〉가 나온다(〈Teo's Bag〉는 〈The Collector〉라고도 하며 이전에 블루 노트 레코드를 위해 웨인 쇼터가 녹음했다). 〈Splash〉는 나중에 《The Complete In a Silent Way Sessions》와 2002년 《Water Babies》 재발행에 편집되지 않고 발매되었고, 1969년 8월에 〈Sanctury〉의 재녹음은 《Bitches Brew》의 클로징 트랙이 될 것이다.
〈Guinnevere〉는 1970년 초 시타르와 타블라와 같은 "전기" 세션에서 나온 것으로, 〈Great Expectations〉, 〈Orange Lady〉, 〈Lonely Fire〉 (《Big Fun》에 발매됨)을 산출했다. 타이틀곡과 마찬가지로, 이 곡은 《The Complete Bitches Brew Sessions》에서와 같이 약어 형태로 여기에 발매되었다. 트랙은 3분 더 길어졌다.

## 곡 목록
모든 곡들은 특별한 언급이 없는 한 마일스 데이비스에 의해 작곡하였다.
| #  | 제목              | 작곡                     | 재생 시간 |
| -- | ----------------- | ------------------------ | --------- |
| 1. | 〈Two Bass Hit〉  | 디지 길레스피, 존 루이스 | 3:43      |
| 2. | 〈Love for Sale〉 | 콜 포터                  | 11:52     |
| 3. | 〈Blues No. 2〉   |                          | 6:51      |

| #  | 제목                    | 재생 시간 |
| -- | ----------------------- | --------- |
| 1. | 〈Circle in the Round〉 | 26:17     |

| #  | 제목            | 재생 시간 |
| -- | --------------- | --------- |
| 1. | 〈Teo's Bag〉   | 5:58      |
| 2. | 〈Side Car I〉  | 5:00      |
| 3. | 〈Side Car II〉 | 3:37      |
| 4. | 〈Splash〉      | 8:33      |

| #  | 제목           | 작곡              | 재생 시간 |
| -- | -------------- | ----------------- | --------- |
| 1. | 〈Sanctuary〉  | 웨인 쇼터         | 8:52      |
| 2. | 〈Guinnevere〉 | 데이비드 크로스비 | 18:06     |